# Ругате, Анта
А́нта Ру́гате (латыш. Anta Rugāte; род. 16 апреля 1949, Пуща, Рунданская волость, Зилупский район, Латвийская ССР, СССР) — депутат 5, 6, 7, 8-го и 9-го Сейма Латвии. Член входящей в коалицию «Par labu Latviju» Народной партии.
Окончила Полицейскую академию и Латвийский государственный университет Стучки. Училась на актёрском отделении театрального факультета Латвийской государственной консерватории им. Я. Витола.